# Phi Eridani
Désignations
Phi Eridani (φ Eri) est une étoile de la constellation de l'Éridan. Sa magnitude apparente est de 3,55. D'après la mesure de sa parallaxe annuelle par le satellite Hipparcos, l'étoile est distante d'environ ∼ 154 a.l. (∼ 47,2 pc) de la Terre. Elle s'éloigne du Système solaire à une vitesse radiale de +10 km/s.
Phi Eridani est une étoile bleu-blanc de type spectral B8IV-V, ce qui indique que son spectre montre à la fois des traits d'une étoile sur la séquence principale et d'une étoile sous-géante plus évoluée. Elle est 3,55 fois plus massive que le Soleil et elle est âgée de 44 millions d'années. L'étoile tourne rapidement sur elle-même à une vitesse de rotation projetée de 250 km/s, et effectue une rotation complète en 0,344 jour seulement. Cela lui donne une forme aplatie avec un bourrelet équatorial qu'on estime être 17 % plus grand que son rayon polaire. Son diamètre angulaire est estimé être de 0,68 mas. Connaissant sa distance, cela donne à l'étoile un rayon qui vaut 3,4 fois le rayon solaire. Elle est 255 fois plus lumineuse que le Soleil et sa température de surface est de 13 716 K.
Phi Eridani est membre de l'association Toucan-Horloge, un groupe d'étoiles âgé de 45 ± 4 Ma qui partagent un mouvement commun dans l'espace. Elle possède un compagnon de neuvième magnitude situé à une distance angulaire de 89,1″ et à un angle de position de 224° en date de 2015. Il s'agit d'une naine jaune de type spectral G2V. Il a été suggéré qu'elle pourrait être physiquement associée à Phi Eridani, mais les deux étoiles s'avèrent posséder un mouvement propre différent et ce compagnon est également bien plus lointain, à une distance d'environ 502 pc (∼1 640 al) de la Terre,. Phi Eridani pourrait par contre être physiquement associée à l'étoile visible à l'œil nu Eta Horologii (en).